# Jane Darling
Jane Darling (ur. 16 września 1980 albo 26 września 1980 jako Jana Uhrová, Klášterec nad Ohří) – czeska aktorka i modelka erotyczna. W latach 2001–2018 zagrała w ponad 300 filmach. Była trzykrotnie nominowana do nagród AVN i raz do nagrody FICEB. Jej specjalnością był seks analny (ponad 200 scen).
Karierę w filmowej branży dla dorosłych rozpoczęła w wieku 20 lat w 2001 roku, w którym wystąpiła w około dziesięciu filmach, w większości dla studia FM Video.
30 lipca 2004 podczas pierwszej edycji The Mexico Erotic Festival była jedną z pięciu osób, czterech aktorek i jednego aktora, zatrzymanych w czasie pokazu erotycznego. Jane Darling, Rita Faltoyano, Katsumi, Claudia Clair i Nacho Vidal zostali ukarani grzywną w wysokości około 3600 dolarów amerykańskich za prowadzenie działalności gospodarczej na podstawie wiz turystycznych, a następnie, po spędzeniu ponad doby w areszcie, wydaleni z Meksyku.
W 2005 zagrała rolę Anaïs we francuskim filmie telewizyjnym Surprise party.

## Filmografia
| Rok wydania | Tytuł (inne wersje tytułu)                                                       | Studio                       | Uwagi | Źródła        |      |                                                 |                      |                                                                                                |             |
| ----------- | -------------------------------------------------------------------------------- | ---------------------------- | --- | ------------- | ---- | ----------------------------------------------- | -------------------- | ---------------------------------------------------------------------------------------------- | ----------- |
| Rok wydania | Tytuł (inne wersje tytułu)                                                       | Studio                       | Uwagi | Źródła        | 2001 | Natural Wonders of the World 16 (Tittenalarm 7) | Blue Coyote Pictures | scena 5 (17 min), fellatio, cunnilingus, seks dopochwowy, seks analny, wym. jako Jane Kamenova | [ 7 ] [ 8 ] |
| 2002        | La nuda verità                                                                   | EPM                          | sceny 6 i 7, seks analny, wytrysk na twarz, podwójna penetracja, A2M, golden shower, wym. jako Jane Durling               | [ 9 ]         |      |                                                 |                      |                                                                                                |             |
| 2002        | Balls Deep 6                                                                     | Anabolic Video               | DVD, scena 6 (23 min), seks analny, wytrysk na twarz, podwójna penetracja, podwójna penetracja dopochwowa, wym. jako Jane | [ 10 ] [ 11 ] |      |                                                 |                      |                                                                                                |             |
| 2004        | Internal Cumbustion Cream Pies 5 (Internal Cumbustion 5) (Internal Combustion 5) | Zero Tolerance Entertainment | DVD, scena 4 (22 min), seks analny, creampie                                                                              | [ 12 ] [ 13 ] |      |                                                 |                      |                                                                                                |             |
| 2005        | House of Shame                                                                   | Harmony Films                | scena 10, seks analny, podwójna penetracja, A2M, wytrysk na twarz                                                         | [ 14 ]        |      |                                                 |                      |                                                                                                |             |
| 2011        | Emergency 2 (Emergency Vol. 2)                                                   | Bluebird Films               | scena 2, wytrysk na twarz, snowballing                                                                                    | [ 15 ] [ 16 ] |      |                                                 |                      |                                                                                                |             |
| 2012        | D Cup 15 (D-Cup Vol. 15)                                                         | Swank                        | DVD, wym. jako Jane | [ 17 ] [ 18 ] |      |                                                 |                      |                                                                                                |             |
| 2013        | My Sex Tour: Jane Darling                                                        | MySexTour.com                | jedyna scena, seks analny, wytrysk na twarz                                                                               | [ 19 ]        |      |                                                 |                      |                                                                                                |             |

## Nominacje do nagród
| Rok  | Nagroda            | Kategoria                                                                                        | Film                         | Współlaureat   | Rezultat  | Źródła |
| 2005 | AVN Awards         | Female Foreign Performer of the Year (pl. zagraniczna performerka roku)                          | -                            | -              | Nominacja | [ 20 ] |
| 2005 | AVN Awards         | Best Sex Scene in a Foreign-Shot Production (pl. najlepsza scena seksu w produkcji zagranicznej) | Internal Combustion 5 (2004) | Chris Charming | Nominacja | [ 20 ] |
| 2005 | FICEB Ninfa Awards | Best Supporting Actress (pl. najlepsza aktorka drugoplanowa)                                     | House of Shame (2005)        | -              | Nominacja | [ 21 ] |
| 2007 | AVN Awards         | Female Foreign Performer of the Year (pl. zagraniczna performerka roku)                          | -                            | -              | Nominacja | [ 22 ] |